# (5909) Nagoya
(5909) Nagoya es un asteroide perteneciente al cinturón de asteroides, región del sistema solar que se encuentra entre las órbitas de Marte y Júpiter, descubierto el 23 de octubre de 1989 por Yoshikane Mizuno y el también astrónomo Toshimasa Furuta desde el Kani Observatory, Kani, Japón.

## Designación y nombre
Designado provisionalmente como 1989 UT. Fue nombrado Nagoya en homenaje a Nagoya, la cuarta ciudad más grande de Japón, donde nació y creció el primer descubridor. Desde la época del período Tokugawa, cuando el primer shogun Tokugawa Ieyasu construyó un castillo en esta región, Nagoya fue un área importante para los viajes por tierra y mar, conectando Tokio con Kioto y Osaka. Posee una rica historia cultural y muchas atracciones culturales, como el Castillo de Nagoya y el Museo de Arte Tokugawa, que muestra los artefactos del guerrero Samurai.

## Características orbitales
Nagoya está situado a una distancia media del Sol de 2,242 ua, pudiendo alejarse hasta 2,677 ua y acercarse hasta 1,808 ua. Su excentricidad es 0,193 y la inclinación orbital 7,138 grados. Emplea 1226,86 días en completar una órbita alrededor del Sol.

## Características físicas
La magnitud absoluta de Nagoya es 13,7.